# Maurus Libaba
Maurus Libaba (* 3. Februar 1928 in Nkowe, Region Lindi, Tanganjika; † 3. März 1988 in Lindi, Tansania) war ein tansanischer Geistlicher und römisch-katholischer Bischof von Lindi.

## Leben
Nach dem Studium der Philosophie und der Katholischen Theologie empfing Maurus Libaba am 19. September 1962 durch den Abt von Ndanda, Viktor Hälg OSB, das Sakrament der Priesterweihe.
Am 18. Dezember 1972 ernannte ihn Papst Paul VI. zum Bischof von Mtwara. Der emeritierte Abt von Ndanda, Viktor Hälg OSB, spendete ihm am 19. März 1973 in der Kathedrale All Saints in Mtwara die Bischofsweihe; Mitkonsekratoren waren der Erzbischof von Tabora, Marko Mihayo, und der emeritierte Bischof von Moshi, Joseph Kilasara CSSp.
Am 17. Oktober 1986 ernannte ihn Papst Johannes Paul II. zum Bischof von Lindi.